# Phạm trù cụ thể
Trong toán học, một phạm trù cụ thể là một phạm trù được trang bị một hàm tử chung thủy đến phạm trù các tập hợp (hoặc đôi khi đến một phạm trù khác, trong trường hợp đó, ta sử dụng thuật ngữ tương đối cụ thể). Hàm tử này (cũng được gọi là hàm tử quên) cho phép ta nghĩ về các đối tượng như là các tập hợp với một cấu trúc bổ sung và các cấu xạ như là các hàm bảo toàn cấu trúc. Nhiều phạm trù quan trọng rõ ràng là các phạm trù cụ thể, ví dụ như phạm trù các không gian tôpô và phạm trù các nhóm.
Phạm trù đồng luân các không gian tô-pô không phải là một phạm trù cụ thể.

## Định nghĩa
Một phạm trù cụ thể là một cặp (C,U) trong đó
- C là một phạm trù
- U:C → Set là một hàm tử chung thủy.

## Lưu ý
Một phạm trù C có thể có nhiều hàm tử chung thủy vào Set. Do đó có thể có nhiều phạm trù cụ thể (C,U) ứng với một phạm trù C.

## Phản ví dụ
Phạm trù hTop, trong đó các đối tượng là không gian tôpô và các cấu xạ là các lớp đồng luân của các hàm liên tục, là một phạm trù không thể được cụ thể hóa.
Việc không tồn tại bất kỳ một hàm tử chung thủy nào từ hTop đến Set được chứng minh lần đầu tiên bởi Peter Freyd. Trong cùng một bài viết, Freyd đã trích dẫn một kết quả trước đó rằng phạm trù "các phạm trù nhỏ và các lớp tương đương tự nhiên của các hàm tử" cũng không thể cụ thể hóa được.

## Cụ thể tương đối
Trong lý thuyết topos, người ta thường thay thế phạm trù Set bằng một phạm trù X khác, thường được gọi là phạm trù cơ sở. Một cặp (C,U) trong đó C là một phạm trù và U là một hàm tử chung thủy C → X được gọi là một phạm trù cụ thể trên X.